# Erosión espacial
El término erosión solar es un término genérico que se utiliza para designar a varios procesos que actúan sobre un cuerpo expuesto a las condiciones inhóspitas del medio ambiente en el espacio exterior. En los cuerpos espaciales que no poseen atmósfera (incluidos la Luna, Mercurio, los asteroides, cometas, y algunas de las lunas de otros planetas) pueden presentarse un número muy variado de procesos de erosión:
- colisiones de rayos cósmicos galácticos y rayos cósmicos solares,
- irradiación, implantación, y sputtering de partículas del viento solar, y
- bombardeo por meteoritos de diversos tamaños y micrometeoritos.

La erosión espacial es importante porque estos procesos pueden afectar las propiedades físicas y ópticas de las superficies de muchos cuerpos planetarios. Por lo tanto, es sumamente útil comprender los efectos de la erosión espacial para así poder interpretar correctamente la información recogida en forma remota.

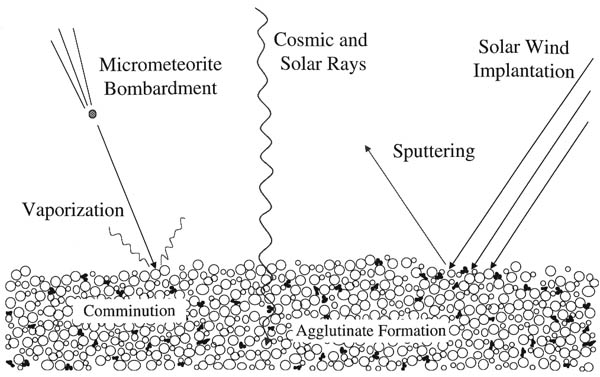
Una ilustración de los diversos componentes de la erosión espacial.

## Historia
Gran parte del conocimiento sobre los procesos de erosión espacial es resultado del análisis de las muestras lunares recogidas durante el programa Apolo, particularmente los trozos de suelo lunar (o regolitos). El flujo constante de partículas de alta energía y micrometeoritos, junto con meteoritos de mayores dimensiones, actúan conminuyendo, fundiendo, pulverizando y vaporizando los componentes del suelo lunar, como también entremezclándolo y rotándolo. 
Los primeros productos de la erosión espacial que fueron identificados fueron los aglutinados. Los aglutinados se crean cuando micrometeoritos funden una pequeña cantidad de material, que incorpora fragmentos de vidrio y minerales en un agregado fusionado tipo vidrio que puede medir desde unos pocos micrómetros a unos pocos milímetros. Los aglutinados son negros a simple vista, a causa de la presencia de hierro nanofase. Los aglutinados son muy comunes en el suelo lunar, representando del 60 al 70% de los suelos maduros. 

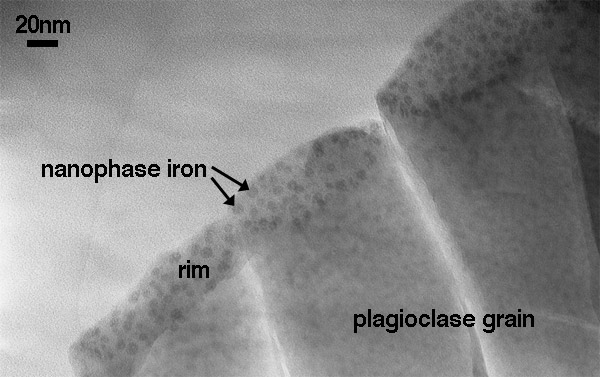
Imagen TEM del grano de suelo lunar 10084, que presenta erosión espacial.

La erosión espacial también produce productos correlacionados con la superficie en granos individuales de suelo, tales como splashes de vidrio; implantación de hidrógeno, helio y otros gases raros; huellas partículas eyectadas en erupciones solares; y componentes accreted, incluidos hierro nanofase. No fue sino hasta la década de 1990 que se pudo disponer de instrumentos y técnicas de análisis apropiadas que permitieron descubrir pátinas muy delgadas (60-200 nm), o bordes, que se forman en granos de suelo lunar individuales como resultado de la redeposición de vapor proveniente de impactos de micrometeoritos en la vecindad y la redeposición de material pulverizado de granos vecinos. Estos procesos de erosión tienen grandes efectos en las propiedades espectrales del suelo lunar, particularmente en las longitudes de onda UV/Vis/NIR.